# Ruud Boffin
Ruud Boffin (ur. 5 listopada 1987 w Sint-Truiden) – belgijski piłkarz grający na pozycji bramkarza w Antalyasporze.

## Kariera klubowa
Boffin jest wychowankiem klubu Sint-Truidense VV, do którego trafił jako junior. Grał także w młodzieżowej drużynie Racingu Genk, ale nie przebił się do pierwszego składu. Latem 2006 przeszedł do PSV Eindhoven, gdzie został trzecim bramkarzem, rezerwowym dla Gomesa i Oscara Moensa. W sezonie 2006/2007 wywalczył mistrzostwo Holandii, pomimo że nie rozegrał żadnego meczu. Następnie występował w takich klubach jak: FC Eindhoven, MVV Maastricht, VVV Venlo i West Ham United. W 2012 roku przeszedł do Eskişehirsporu.